# Rijad Mahrez
Rijad Mahrez (arabul: رياض محر) (Sarcelles, 1991. február 21. –) francia születésű algériai labdarúgó, aki jobbszélsőként játszik. 2023 nyara óta a szaúd-arábiai Pro League-ben szereplő el-Áhlí csapatában játszik, valamint az algériai labdarúgó-válogatottban.

## Pályafutása

### Klub
2009-ben csatlakozott a Quimper csapatához, ahol az első szezonjában 27 mérkőzésen 1 gólt szerzett. Ezután átigazolt a Le Havre B csapatába, majd a Le Havre játékosa lett.
2014. január 11-én az angol Leicester City csapatába igazolt a másodosztályba. Január 25-én debütált a 79. percben Lloyd Dyer cseréjeként a Middlesbrough FC ellen 2-0-ra megnyert mérkőzésen. A szezon végén a Leicester bajnoki címet ünnepelhetett a másodosztályban, és visszajutott a Premier League-be. Az első osztályban 2014. augusztus 19-én debütált, majd október 4-én az első gólját is megszerezte. Az első szezonjában 30 mérkőzésen négy gólt szerzett, a Leicester City pedig nagy hajrával bent maradt az élvonalban
34 bajnokin 17 gólt és 11 gólpasszt jegyzett a Premier League 2015–16-os idényében, főszerepe volt tehát a Leicester álomszerű menetelésében. Az Angol Profi Labdarúgók Szövetsége (PFA) szerint Mahrez volt az angol élvonalbeli labdarúgó-bajnokság 2015–16-os szezonjának legjobb játékosa. Első afrikaiként és Luis Suárez után mindössze a második nem európaiként nyerte el a címet.
2018. július 10-én az angol Manchester City bejelentette, hogy 60 millió fontért szerződtették 5 évre, az összeg bizonyos feltételek teljesülése esetén elérheti a 75 millió fontot is.
2023. július 28-án a Manchester City jelentette be, hogy 4 évre és 30 millió euróért a szaúdi el-Áhlí csapatához írt alá.

### Válogatott
2013 novemberében kijelentette, hogy szeretné magát képviseltetni az Algériai labdarúgó-válogatott színeiben. A 2014-es labdarúgó-világbajnokságra készülő ideiglenes keretbe meghívott kapott. 2014. május 31-én debütált az Örmény labdarúgó-válogatott ellen lejátszott felkészülési mérkőzésen, ahol két gólpasszt jegyzett a 3-1-re megnyert találkozón. Június 2-án bekerült a világbajnokságra utazó keretbe. Részt vett a 2015-ös, 2017-es és a 2019-es Afrikai nemzetek kupáján is. Utóbbi tornán aranyérmesek lettek.

## Statisztika

### Klub
2019. április 18. szerint.
| Klub             | Szezon           | Liga             | Liga            | Liga  | Kupa            | Kupa  | Ligakupa        | Ligakupa | Európai         | Európai | Egyéb           | Egyéb | Összesen        | Összesen |
| Klub             | Szezon           | Bajnokság        | Pályára lépések | Gólok | Pályára lépések | Gólok | Pályára lépések | Gólok    | Pályára lépések | Gólok   | Pályára lépések | Gólok | Pályára lépések | Gólok    |
| ---------------- | ---------------- | ---------------- | --------------- | ----- | --------------- | ----- | --------------- | -------- | --------------- | ------- | --------------- | ----- | --------------- | -------- |
| Quimper          | 2009–2010        | CFA              | 27              | 1     | 0               | 0     | —               | —        | —               | —       | —               | —     | 27              | 1        |
| Le Havre II      | 2010–2011        | CFA              | 32              | 13    | 0               | 0     | 0               | 0        | —               | —       | —               | —     | 32              | 13       |
| Le Havre II      | 2011–2012        | CFA              | 25              | 11    | 0               | 0     | 0               | 0        | —               | —       | —               | —     | 25              | 11       |
| Le Havre II      | 2012–2013        | CFA              | 3               | 0     | 0               | 0     | 0               | 0        | —               | —       | —               | —     | 3               | 0        |
| Le Havre II      | összesen         | összesen         | 60              | 24    | 0               | 0     | 0               | 0        | —               | —       | —               | —     | 60              | 24       |
| Le Havre         | 2011–12          | Ligue 2          | 9               | 0     | 0               | 0     | 0               | 0        | —               | —       | —               | —     | 9               | 0        |
| Le Havre         | 2012–2013        | Ligue 2          | 34              | 4     | 4               | 1     | 1               | 0        | —               | —       | —               | —     | 39              | 5        |
| Le Havre         | 2013–2014        | Ligue 2          | 17              | 2     | 0               | 0     | 2               | 3        | —               | —       | —               | —     | 19              | 5        |
| Le Havre         | összesen         | összesen         | 60              | 6     | 4               | 1     | 3               | 3        | —               | —       | —               | —     | 67              | 10       |
| Leicester City   | 2013–14          | Championship     | 19              | 3     | 0               | 0     | 0               | 0        | —               | —       | —               | —     | 19              | 3        |
| Leicester City   | 2014–2015        | Premier League   | 30              | 4     | 1               | 0     | 1               | 0        | —               | —       | —               | —     | 32              | 4        |
| Leicester City   | 2015–2016        | Premier League   | 37              | 17    | 0               | 0     | 2               | 1        | —               | —       | —               | —     | 39              | 18       |
| Leicester City   | 2016–2017        | Premier League   | 36              | 6     | 2               | 0     | 0               | 0        | 9               | 4       | 1               | 0     | 48              | 10       |
| Leicester City   | 2017–2018        | Premier League   | 36              | 12    | 3               | 0     | 2               | 1        | —               | —       | —               | —     | 41              | 13       |
| Leicester City   | összesen         | összesen         | 158             | 42    | 6               | 0     | 5               | 2        | 9               | 4       | 1               | 0     | 179             | 48       |
| Manchester City  | 2018–2019        | Premier League   | 27              | 7     | 5               | 2     | 5               | 2        | 6               | 1       | 1               | 0     | 43              | 11       |
| Karrier összesen | Karrier összesen | Karrier összesen | 332             | 80    | 14              | 2     | 13              | 7        | 15              | 5       | 2               | 0     | 376             | 94       |

### A válogatottban
| Algéria  | Algéria         | Algéria |
| Év       | Pályára lépések | Gólok   |
| -------- | --------------- | ------- |
| 2014     | 9               | 2       |
| 2015     | 13              | 2       |
| 2016     | 5               | 2       |
| 2017     | 8               | 2       |
| 2018     | 8               | 2       |
| 2019     | 9               | 3       |
| összesen | 53              | 13      |

#### Góljai a válogatottban
| #   | Dátum              | Helyszín                                    | Ellenfél | Gól | Eredmény | Verseny                                          |
| --- | ------------------ | ------------------------------------------- | -------- | --- | -------- | ------------------------------------------------ |
| 1   | 2014. október 15.  | Stade Mustapha Tchaker, Blida, Algéria      | Malawi   | 2–0 | 3–0      | 2015-ös afrikai nemzetek kupája (selejtező)      |
| 2   | 2014. november 15. | Stade Mustapha Tchaker, Blida, Algéria      | Etiópia  | 2–1 | 3–1      | 2015-ös afrikai nemzetek kupája (selejtező)      |
| 3   | 2015. január 27.   | Nuevo Estadio, Malabo, Equatorial Guinea    | Szenegál | 1–0 | 2–0      | 2015-ös afrikai nemzetek kupája (selejtező)      |
| 4   | 2015. november 17. | Stade Mustapha Tchaker, Blida, Algéria      | Tanzánia | 3–0 | 7–0      | 2018-as labdarúgó-világbajnokság-selejtező (CAF) |
| 5   | 4 September 2016   | Stade Mustapha Tchaker, Blida, Algéria      | Lesotho  | 2–0 | 6–0      | 2017-es afrikai nemzetek kupája (selejtező)      |
| 6   | 4 September 2016   | Stade Mustapha Tchaker, Blida, Algéria      | Lesotho  | 6–0 | 6–0      | 2017-es afrikai nemzetek kupája (selejtező)      |
| 7   | 2017. január 15.   | Stade de Franceville, Franceville, Gabon    | Zimbabwe | 1–0 | 2–2      | 2017-es afrikai nemzetek kupája                  |
| 8   | 2017. január 15.   | Stade de Franceville, Franceville, Gabon    | Zimbabwe | 2–2 | 2–2      | 2017-es afrikai nemzetek kupája                  |
| 9.  | 2018. november 18. | Stade Municipal, Lomé, Togo                 | Togo     | 1–0 | 4–1      | 2019-es afrikai nemzetek kupája (selejtező)      |
| 10. | 2018. november 18. | Stade Municipal, Lomé, Togo                 | Togo     | 3–0 | 4–1      | 2019-es afrikai nemzetek kupája (selejtező)      |
| 11. | 2019. június 23.   | 30 June Stadium, Kairó, Egyiptom            | Kenya    | 2–0 | 2–0      | 2019-es afrikai nemzetek kupája                  |
| 12. | 2019. július 7.    | 30 June Stadium, Kairó, Egyiptom            | Guinea   | 2–0 | 3–0      | 2019-es afrikai nemzetek kupája                  |
| 13. | 2019. július 14.   | Kairói Nemzetközi Stadion , Kairó, Egyiptom | Nigéria  | 2–1 | 2–1      | 2019-es afrikai nemzetek kupája                  |

## Sikerei, díjai
Leicester City
- Championship:
  - bajnok : 2013-14
- Premier League:
  - bajnok : 2015-16

Manchester City
- Premier League:
  - bajnok : 2018–19, 2020–21, 2021–22, 2022–23
- Angol kupa:
  - győztes: 2018–19, 2022–23
- Angol ligakupa:
  - győztes: 2019, 2020, 2021
- FA Community Shield:
  - győztes: 2018
- UEFA-bajnokok ligája:
  - győztes: 2022–23

Algéria
- Afrikai nemzetek kupája:
  - bajnok: 2019

Egyéni
- Az év angol labdarúgója a PFA szavazásán: 2015-16[18]
- Az év afrikai labdarúgója: 2016[19]